# Nicolaas Beetslaan 18-20 (Baarn)
Het dubbele landhuis aan de Beetslaan 18-20 is een villa in de wijk Pekingpark van Baarn in de provincie Utrecht. Het gebouw staat aan de Beetslaan. Aan de zijkant is het rieten dak doorgetrokken tot aan de begane grond.

## Bewoners
Het huis werd gebouwd door Bouw- Handels- en Exploitatiemaatschappij Ceresio voor en door architect G.S. Koelewijn, een latere bewoner op huisnummer 20 was graficus M.C. Escher.